# 레이노 현상
레이노 현상(영어: Raynaud's phenomenon) 또는 레이노 증후군(영어: Raynaud syndrome)은 추위나 스트레스에 의해 손가락이나 발가락, 코, 귀 등의 말초혈관이 수축을 일으키거나 혈액순환 장애를 일으키는 것을 말한다.
일반적으로 손저림증을 말하는데, 손가락이 추위에 민감해 피부색이 흰색이나 푸른색으로 변하고 손ㆍ발 저림, 가려움증, 통증 등이 있으면 의심해 볼 수 있다. 1862년 프랑스 의사 모리스 레이노가 처음 보고한 현상으로, 자신의 이름을 붙여 레이노현상이라고 병명을 지었다. 남성보다는 여성, 타이핑과 같이 오랫동안 손가락에 무리는 주는 직업인, 스트레스를 많이 받는 사람들에게서 주로 발병한다.
혈관 확장제, 혈액응고 억제제, 혈액순환 개선제 등으로 치료할 수 있으며, 심한 경우에는 손가락 끝이 썩어 절단을 해야 하는 경우도 발생될 수 있다. 체온을 떨어뜨리는 담배는 끊고 체온유지를 위해 보온에 신경을 써야 하며, 스트레스를 줄이고 적당한 유산소운동 등으로 예방하는 것이 좋다.

## 카페인
카페인이 레이노 현상에 좋지 않은 영향을 주는것으로 알려져있다.